# Siegmund Badehorn
Siegmund Badehorn (* 1542 oder 1544 in Leipzig; † 2. Oktober 1594 in Dresden) war ein sächsischer Jurist und 1594 Bürgermeister der Stadt Leipzig.

## Werdegang

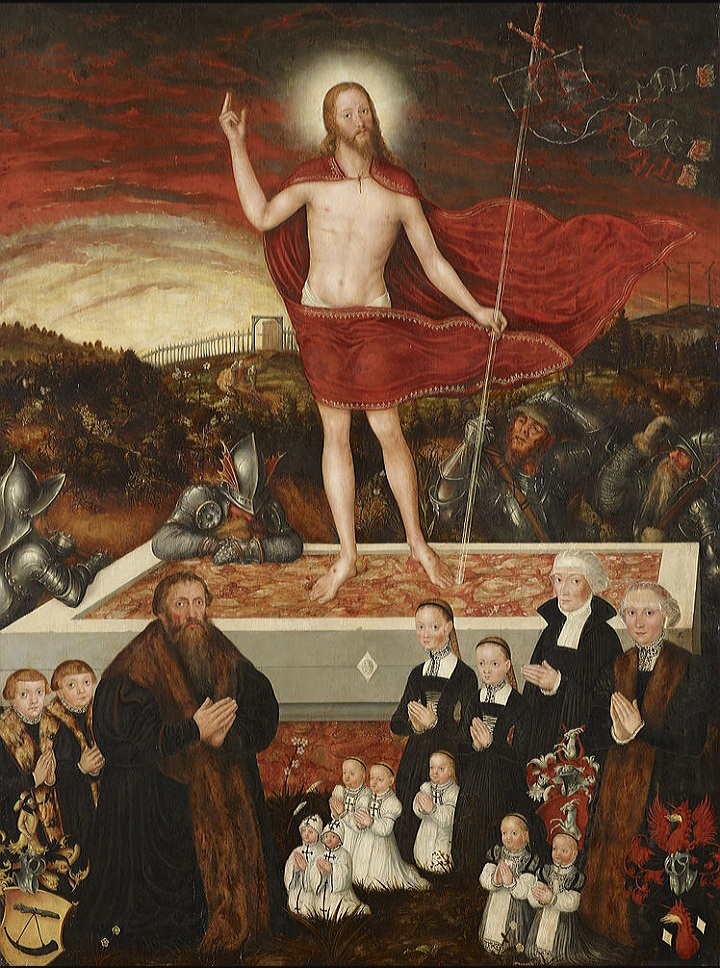
Lucas Cranach der Jüngere 1559: Epitaph für Leonhard Badehorn und seine Familie. Siegmund ist der ältere der Söhne, hinter dem Vater

Siegmund Badehorn ist der Sohn des Leipziger Juristen und Bürgermeisters Leonhard Badehorn. Badehorn studierte Rechtswissenschaft und wurde nach Abschluss seines Studiums zum Dr. iur. promoviert. 1590 wurde er Ratsherr in Leipzig.
Im Jahre 1594 wurde er Bürgermeister der Stadt Leipzig. Er starb während seiner ersten Amtszeit. Die Amtsgeschäfte wurden von Johann Wolfgang Peilicke übernommen.
Ebenfalls 1594 wurde er mit seinem Bruder Johann, und den Schwestern Anna ⚭ Peter Buchner und Barbara nobilitiert, nebst Wappenbesserung.